# Reproductive Health Bill
De Responsible Parenthood and Reproductive Health Act of 2012, beter bekend als Reproductive Health Bill, of kortweg RH Bill, is een Filipijnse wet uit 2012.
De wet moet anticonceptie, seksuele voorlichting, en zorg voor moeders voor iedere Filipijnse burger garanderen.
De RH Bill is zeer controversieel en het heeft meer dan tien jaar geduurd voor het Filipijns Congres de wet in december 2012 goedkeurde. Dit kwam voornamelijk door de grote terughoudendheid onder voorstanders van de wet in het Congres vanwege de sterke oppositie vanuit de Katholieke Kerk. Tegen de invoering van de wet zijn diverse bezwaren ingediend bij het Hooggerechtshof van de Filipijnen. Om die bezwaren te behandelen is de invoering van de wet in maart 2013 door het Hof tot 17 juli 2013 uitgesteld.

## Belangrijke bepalingen
De wet bestaat uit 24 pagina's en omvat 30 artikelen. Enkele belangrijke bepalingen uit de wet zijn:
- Het Ministerie van Gezondheid moet zorg dragen voor de efficiënte inkoop en verspreiding aan lagere overheden door het hele land van veilige, goed toegankelijke, betaalbare en effectieve gezondheidszorg en medicatie rondom de voortplanting alsmede de monitoring van het gebruik van deze zorg;
- Kinderen vanaf groep 5 op de lagere school tot en met de vierde klas middelbare school krijgen verplicht seksuele voorlichting met als doel de jeugd tot verantwoordelijke volwassenen op te laten groeien.
- Er dient voortaan onderzoek gedaan te worden naar vrouwen die in het kraambed overlijden, teneinde de aantallen kraamdoden in de toekomst omlaag te brengen;
- Voortaan vallen ook moderne voorbehoedsmiddelen in de categorie "essentiële medicatie", waardoor ze ook opgenomen dienen te worden in de regulier aankoop van deze categorie medicatie door alle nationale en lokale ziekenhuizen en andere gezondheidsinstellingen van de overheid.
- Elk kiesdistrict krijgt de beschikking over een mobiele eenheid die voorlichting gaat geven over gezondheidszorg met betrekking tot de voortplanting, aan met name de armen en hulpbehoevenden;
- Stellen die gaan trouwen krijgen voortaan verplicht voorlichting over onderwerpen als voorbehoedsmiddelen, verantwoordelijk ouderschap, borstvoeding en babyvoeding door een lokale ambtenaar.
- Gezondheidsmedewerkers van lokale overheden (barangays) krijgen 10% salarisverhoging op het moment dat de training in relatie tot de gezondheidszorg omtrent voortplanting de met succes is gevolgd.